# ۱۷۱ (عدد)
۱۷۱(صد و هفتاد و یک) یک عدد طبیعی است که بعد از ۱۷۰ (عدد) و قبل از ۱۷۲ قرار دارد.